# Art omeyyade
Ne doit pas être confondu avec Art des Omeyyades de Cordoue.
L'art omeyyade regroupe la production artistique de la dynastie omeyyade, qui règne sur le monde islamique entre 661 et 750. Encore fortement marqué par les traditions antiques tardives byzantines, sassanides, et arabes préislamiques, notamment Ghassanides, il marque le début de l'histoire des arts de l'Islam.

## Contexte historique

Constitution de l'empire islamique de l'hégire à la fin de la dynastie omeyyade (622-750)

La dynastie omeyyade émerge durant les premières décennies qui suivent la mort de Mahomet. Son fondateur, Muawiya, est nommé gouverneur de Syrie en 639, sous le règne du deuxième des califes rashidun, Omar. Après l'assassinat du successeur de celui-ci, Othman, Muawiya s'oppose aux partisans du quatrième calife, Ali, dont la légitimité est contestée. S'il parvient à obtenir en 657, à la bataille de Siffin, un arbitrage avec ce dernier, cette période de guerre civile (fitna) marque un traumatisme pour la jeune communauté musulmane, qui voit naître la division entre plusieurs branches religieuses, bientôt appelées sunnite, chiite et kharijite. L'assassinat de Ali en 661 par un Kharijite permet finalement au gouverneur de Syrie de s'emparer du califat. Les Alides demeurèrent néanmoins une source d'agitations, malgré la défaite du fils de Ali, Husain, lors de la bataille de Karbala en 680.
La période omeyyade est traditionnellement divisée en deux selon les branches familiales au pouvoir : les Sufyanides (661-683), puis les Marwanides (684-750). Elle est marquée par la poursuite des conquêtes islamiques, les armées continuant à s'étendre tant vers l'ouest (passage du détroit de Gibraltar en 711) que vers l'est (prise de Samarcande en 712. Face à ce territoire immense et nouvellement conquis, un empire émergea, qui dépassa largement le cadre arabe originel de l'islam. Le centre de l'empire se déplaça de l'Arabie vers la Syrie, Damas devenant la capitale. C'est durant cette période que se mirent en place les premières structures de gouvernement, largement inspirées des traditions administratives antérieures, ainsi que les symboles d'une religion qui n'était pas encore considérée comme universelle. Alors que de nouveaux bâtiments cultuels étaient érigés, le calife Abd al-Malik (r. 685-705) imposa usage de l'arabe dans toute l'administration et fut à l'origine de nouvelles formes monétaires, aniconiques, dont formules célébrant la souveraineté divine du calife.
D'importants changements sociaux se produisirent sous la dynastie omeyyade. Le nombre des nouveaux convertis (mawali), non-Arabes, s'accentua, et certains purent intégrer les rangs de l'armée ou de l'administration. Les conversions entraînèrent cependant d'importants problèmes fiscaux et sociaux, l'inégalité de traitement entre Arabes et mawali étant perçue comme une injustice. Le ralentissement des conquêtes, au milieu du VIIIe siècle, accentua les difficultés de trésorerie par la diminution des butins, tandis que le règne d'al-Walid II (r. 743-744), prince esthète et poète, dénoncé comme impie, cristallisait les tensions. Une nouvelle guerre civile, parfois nommée troisième fitna, éclata en 745, permettant à une autre dynastie, les Abbassides d'origine orientale, de s'imposer par la révolte en 750 et de massacrer la famille omeyyade. L'unique survivant, Abd al-Rahman Ier s'enfuit cependant en Espagne, où il fonda l'émirat de Cordoue.

## Architecture et urbanisme

### Urbanisme
L'expansion de l'Islam sous les califes Rashidun et Omeyyades s'accompagne d'une vague d'urbanisation. Si les conquérants s'installent souvent dans des villes antiques, de tradition arabe préislamique (Jabiyah, Resafa, Hira, Palmyre), romano-byzantine (Damas, Alep, Jérusalem) ou iranienne (Ispahan, Rayy, Hamadan), ils sont aussi à l'origine de créations urbaines : les villes de la conquêtes (amsar) et les villes nouvelles plus tardives.
Au Proche-Orient, les Omeyyades s'inscrivent dans la continuité artistique de leurs prédécesseurs arabes Ghassanides,,. Ces derniers, qui avaient joué un rôle culturel, religieux et politique important durant la période préislamique, ont continué à exercer une grande influence dans la région après la conquête islamique. Leur culture de cour et leur penchant pour les palais du désert comme Qasr ibn Wardan, ont fourni le modèle pour les califes omeyyades et leur cour. Les Arabes Ghassanides sont d'ailleurs considérés par beaucoup de chercheurs comme les prédécesseurs des Omeyyades en matière d'influence architecturale. L'art arabe préislamique des Ghassanides a grandement influencé l'art des Omeyyades,.
La citadelle d'Amman, en Jordanie, est probablement l'un des meilleurs exemples d'installation islamique au cœur d'une ville préexistante. Siège du gouvernorat régional de la Beq'a pendant toute la période omeyyade, elle est installée dans la partie supérieure de la ville, déjà marquée par des installations antérieures, notamment romaines. Elle s'organise en trois parties entourées de murs, lesquelles sont subdivisées ensuite en unités centrées autour de grandes cours à portiques. Des bains, une citerne, une mosquée ont pu y être identifiés. Si son plan rappelle celui de certains châteaux du désert, comme Mshatta, son irrégularité tient à la réutilisation d'une partie du temple romain. Deux édifices à plan cruciformes, situés à l'entrée du complexe palatial et dans la partie la plus au nord, présentent également d'évidents emprunts à l'architecture iranienne, dans leur forme même, l'usage de trompes, de voûtes en berceau et d'un décor de stuc, peu adapté à l'appareillage de pierre de taille. Ils pourraient s'expliquer par l'intervention d'artistes irakiens sur le chantier. Un important tremblement de terre en 131/749, suivi l'année suivante par la révolte abbasside, a précipité l'abandon et la dégradation du site.
Les ʾamṣār (sg. miṣr), où « villes de la conquête », sont des centres urbains, au nombre desquels on compte Fostat, Bassorah, Koufa et Kairouan. Elles naissent en tant que quartiers d'hiver et lieux de repli pour l'armée des conquérants musulmans et suivent un schéma simple : la grande mosquée et dār al-ʾimārah, le palais, occupent le centre, et sont entourés de quartiers d'habitations. Si certaines ʾamṣār périclitent complètement peu de temps après leur création, d'autres se développent considérablement.
Le Proche-Orient, sous la domination de l'Empire byzantin jusqu'à la conquête, est déjà fortement urbanisé. C'est pourquoi moins de cités sont construites dans ces régions, les nouveaux arrivants s'installant dans les villes déjà bâties, comme Damas, Alep, Homs, Lattaquié, Apamée ou encore Jérusalem. Une grande mosquée y est édifiée, soit à la place de l'église, comme à Damas et Jérusalem, soit sur un lieu laissé vide, comme à Alep. L'église peut aussi parfois être coupée en deux, une partie étant réservée au culte chrétien, l'autre au culte musulman.
D'autres villes sont créées plus ou moins ex nihilo, sans être pour autant des ʾamṣār, mais simplement de nouveaux centres urbains civils. C'est par exemple le cas à Wasit, en Irak ou à Chiraz, en Iran, où il est impossible de distinguer actuellement des éléments omeyyades. Celle de Ramla, au Proche-Orient, est uniquement connue par les textes. Capitale de la Palestine sous Al-Walīd Ier, cette cité s'étend sur 2,5 km2, s'ouvrant par douze portes, dont quatre axiales, et comprenant une grande mosquée, un palais, des édifices pour l'artisanat, des citernes, des marchés, des ateliers et des quartiers d'habitation.
Anjar constitue probablement l'un des ensembles urbains les plus complets conservés à ce jour, classé au patrimoine mondial de l'UNESCO depuis 1984. Fondée par al-Walid Ier ou son fils al-Abbas, la ville a été partiellement détruite et abandonnée en 744, après la défaire du calife Ibrahim. Elle constituait un centre de commerce situé au croisement de la route de Beyrouth à Damas et de celle allant d'Homs à Tibériade, non loin des restes antiques de la cité de Chalcis. Identifié par Jean Sauvaget en 1939, puis fouillé partiellement par Maurice Chéhab et Barbara Finster, le site se présente comme enserré dans une vaste enceinte rectangulaire de 380 × 350 m m et organisé par deux axes se coupant à angle droit au centre de la ville, selon le principe du cardo et du decumanus romains. Un grand tétrapyle, un portique monumental de plan carré à quatre supports, marque l'intersection, comme dans certaines grandes villes romaines du Proche-Orient. Des portiques bordent les rues principales, tandis que des bâtiments publics et privés (habitations, bains, commerces, jardins) ont été identifiés. Sur la partie la plus élevée du site, au sud-est, un grand palais jouxte une mosquée à cour ; un second palais a été identifié au nord-est et des bains au nord. Une grande basilique, située près du carrefour central, est également fouillée. Son assemblage à carreaux et boutisses et son fort jeu de moulures sont des éléments assez typiques du premier art islamique.
L'organisation rigoureuse autour d'un cardo et d'un decumanus n'est pas spécifique à Anjar : on la retrouve par exemple sur le site d'Ayla (Aqaba), en Jordanie, où une ville nouvelle a été édifiée au milieu du VIIe siècle au sud d'une installation préexistante. On y retrouve une enceinte à tourelles, de taille plus modeste que celle d'Anjar (165 x 140 m), deux axes perpendiculaires dont l'intersection est marquée par un tétrapyle et des colonnades. Le modèle de ces villes doit probablement être cherché dans l'urbanisme et les camps militaires romano-byzantins.

### Architecture religieuse

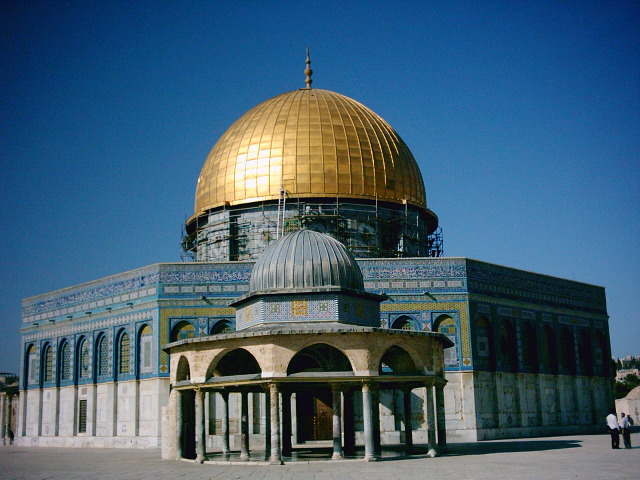
Dôme du Rocher, Jérusalem, 72/691-692.

Les premiers édifices monumentaux religieux sont apparus dès les premières années ayant suivi la mort du Prophète, notamment dans les villes de la conquête. C'est ainsi en 638 que fut construite la mosquée de Koufa, mais elle fut rapidement remplacée par un bâtiment plus important en 50/670. Le lieu est marqué par une très forte symbolique chiite, puisqu'il s'agit de l'endroit où le premier imam, Ali, a été assassiné. Il a donc subi de nombreuses restaurations, et son état actuel n'a rien à voir avec celui de la période omeyyade, connu uniquement par des sources littéraires.

#### Le Dôme du Rocher
Le monument le plus ancien ayant survécu dans un état proche de l'origine est sans doute le dôme du Rocher à Jérusalem. Élevé sur le mont du Temple, lieu le plus saint de la ville, il constitue selon Oleg Grabar, « le premier monument qui se voulût une création esthétique majeure de l'Islam ». Le bâtiment s'organise selon un plan centré à double déambulatoire : au cœur, une coupole centrale repose sur quatre piliers et douze colonnes de marbre coloré ; elle est entourée d'une arcade octogonale constituée de piliers et colonnes alternés. Si le décor extérieur a été restauré en 1552 sur l'ordre du sultan ottoman Soliman le Magnifique, une partie de l'ornementation interne et externes demeure dans son état du VIIe siècle. En partie inférieure, des panneaux de marbres colorés sont organisés en motifs géométriques. À l'intérieur du monument, des mosaïques à fond d'or présentent une iconographie aniconique, composée de rinceaux végétaux, de motifs géométriques et de couronnes et de joyaux. Certains y voient des trophées, d'autres des offrandes, ce qui n'est pas incompatible. Une longue frise d'inscriptions coraniques en calligraphie kufique complète cet ensemble décoratif. Tant dans le plan que dans le décor, une forte continuité avec les pratiques artistiques méditerranéennes de l'Antiquité tardive, est sensible. Le plan centré évoquant celui de martyria chrétiens comme le Saint-Sépulcre, mais aussi des édifices palestiniens de Capharnaüm ou Césarée, la technique de la mosaïque à fond d'or et le remploi de colonnes et de chapiteaux antiques s'inscrivent ainsi dans les traditions romanos-byzantines et arabes ghassanides. Les ailes présentes dans certains éléments décoratifs rappellent quant à elles les couronnes des rois sassanides.

#### Naissance de la mosquée à cour

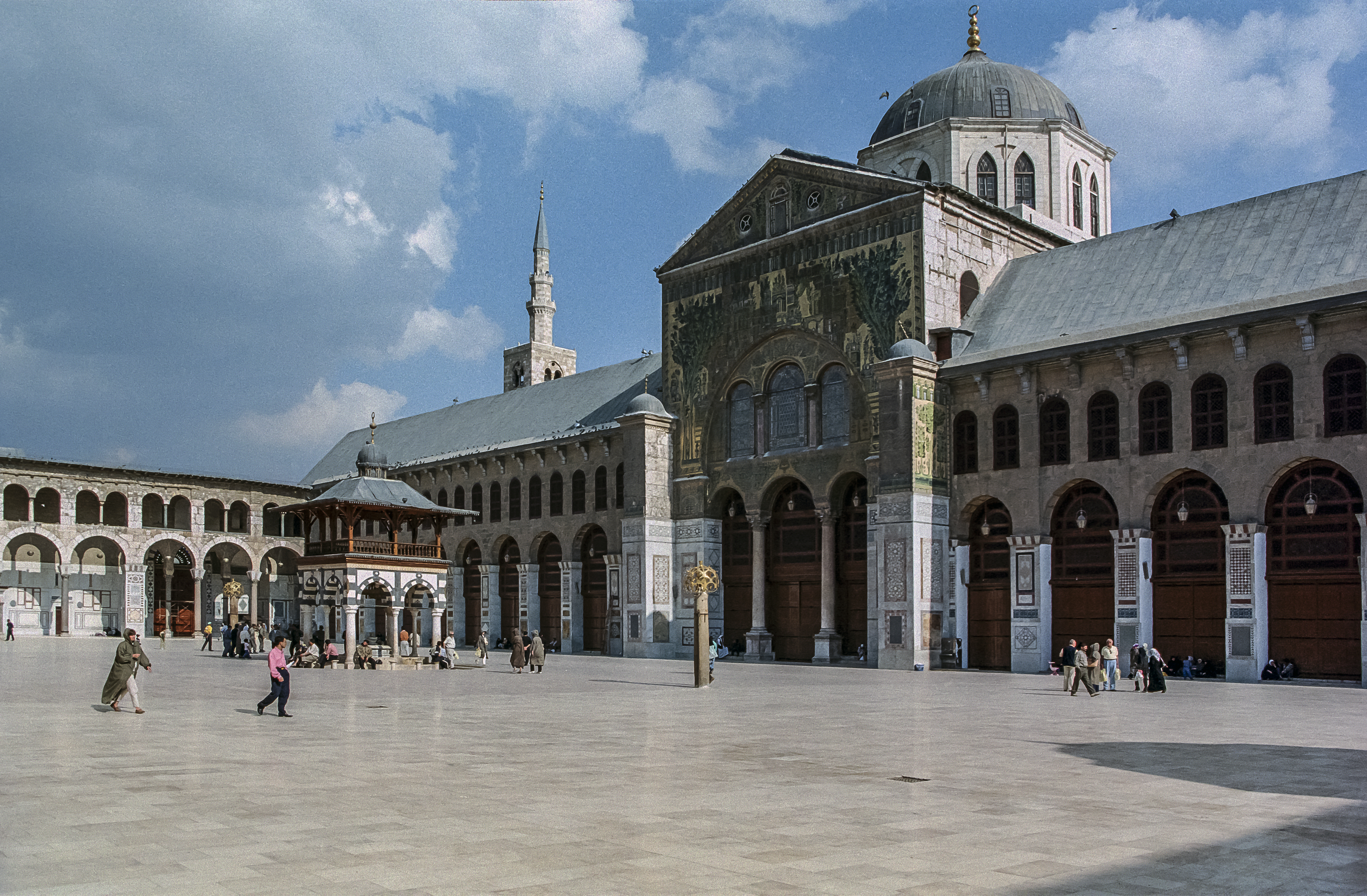
Grande mosquée des Omeyyades, Damas.

Le dôme du Rocher représente un unicum dans l'histoire de l'architecture islamique. Si certains édifices en ont parfois repris les traits, de manière plus ou moins évidente, aucun n'est réellement comparable, ni par sa forme, ni par son décor. Mais la période omeyyade marque aussi la naissance d'un type de monument voué, au contraire, à une grande postérité : la mosquée à cour, qu'on dit parfois de plan « arabe ». Les premières apparaissent dans les amsar : à Basra (635), Kufa (639), Fostat (641-642). L'archétype et le chef-d’œuvre en est la Grande mosquée des Omeyyades à Damas, réalisée sous le règne d'Al-Walīd Ier, entre 706 et 715. Il s'agit d'un édifice comportant une cour entourée d'un portique et une salle de prière hypostyle, à trois travées parallèles au mur de la qibla. La nef menant au miḥrāb est surélevée et magnifiée par une coupole, et trois minarets marquent les angles. Ici encore, on trouve des mosaïques à fond d'or d'influence byzantine, peut-être même réalisées par des artisans byzantins[réf. nécessaire].
La naissance de la mosquée à cour sous les Omeyyades est marquée par deux processus : la stabilisation du plan à cour et salle de prière hypostyle et l'apparition de mobiliers et de traits liant intimement l'édifice religieux au pouvoir.
On a longtemps écrit que le plan de la mosquée à cour était né du modèle de la maison de Mahomet à Médine, lieu où il aurait vécu, prêché et organisé sa communauté. Cette maison n'est connue que par des hadiths dont la compilation est largement postérieure à son érection et à sa destruction, puisqu'elle a été agrandie par le calife Omar dès 638 et remplacée par une autre mosquée par al-Walid Ier en 707. Elle se serait présentée sous la forme simple et austère d'une grande cour entourée de murs de terre, avec, sur l'un des côtés, quelques rangées de palmiers offrant de l'ombre à qui voulait prier ; sur le côté, des pièces auraient été dévolues aux épouses du Prophète. Néanmoins, dans un article de 2010, Jerémy Johns remet en cause cette idée bien établie. Corrgeant des erreurs de lecture dans les sources arabes, il souligne, reprenant un article méconnu de Mahmoud Akkouche, que l'édifice décrit par les hadith n'était certainement pas à destination domestique, notamment en raison de sa taille, et qu'au moins trois autres bâtiments destinés à abriter Mahomet et ses épouses étaient présents non-loin. Par ailleurs, il s'interroge sur la possibilité qu'un bâtiment d'une grande simplicité ait réellement pu servir de modèle aux mosquées à cour et propose d'explorer d'autres origines, notamment la synagogue de Doura Europos et les basiliques chrétiennes à atrium présentes en Syrie-Palestine à la période paléochrétienne et byzantine, sans pour autant parvenir à tracer une généalogie assurée. Enfin, il s'interroge sur l'acuité réelle des sources :

« Bien que la maison du Prophète n'ait pas pu être à l'origine de la mosquée, il reste possible que la mosquée du Prophète ait été le prototype de la mosquée en Islam. En ce cas, comme nous l'avons déjà vu, elle semble avoir été une structure bien plus élaborée que la cour vide et sans toit décrite par la tradition islamique. [...]
En bref, il y a de sérieuses raisons de douter que la masjid al-Nayi originelle à Médine ait pu servir de modèle pour la mosquée en Islam. Bien qu'elles ne puisse en aucun cas l'exclure complètement, elles m'inclinent à suspecter que le plan de la mosquée du Prophète, tel que décrit dans les sources écrites, ait pu être reconstruit rétrospectivement au deuxième ou au troisième siècle [de l'hégire] par de pieux traditionalistes qui prirent comme modèle les mosquées dans lesquelles ils avaient l'habitude de prier »

De nombreuses interrogations subsistent donc encore sur les origines exactes du plan de la mosquée à cour. Selon Jeremy Johns, c'est plutôt la mosquée de Koufa qui aurait servi de prototype aux édifices ultérieurs, bien que la forme de celle-ci ne trouve pas d'explication simple. Le manque de connaissances sur l'architecture de la péninsule Arabique, dans les siècles qui précèdent et qui suivent la naissance de l'Islam, est à ce titre dommageable.
La période omeyyade est aussi marquée par le développement d'un lien étroit entre pouvoir et mosquée, symbolisé par la construction à proximité de palais (dar al-imarat). Pour Jeremy Johns, cette association « pourrait avoir poursuivi une tradition architecturale pré-islamique » sensible à La Mecque et Médine. On rencontre en effet cette association entre palais et mosquée dans de nombreux cas, notamment à Damas, Koufa ou Basra. La généralisation du minbar, chaire destinée au prêche du vendredi, le développement de la maqsura, un espace enclos réservé au souverain, et l'ouverture d'un passage menant directement au palais dans le mur qibli sont trois éléments qui manifestent l'appropriation par le pouvoir de l'espace religieux de la mosquée et l'accentuation des distinctions sociales à l'intérieur. Pour Heba Mostafa, ces évolutions sont liées à la remise en cause du pouvoir omeyyade, notamment celui des gouverneurs comme al-Hajjaj ibn Yusuf, constructeur de la mosquée de Wasit en 702-704. Il relie cette évolution au développement de riches décors dans les édifices religieux, décors dont témoignent encore les marbres et les mosaïques à fond d'or de la Grande mosquée de Damas.

### Architecture civile
Plusieurs édifices palatiaux urbains sont connus pour la période omeyyade. En dehors de ceux de la citadelle d'Amman ou du site d'Anjar, on sait qu'il existait un dar al-imarat à Damas près de la mosquée, mais il n'est connu que par les sources. Au contraire, à Koufa en Irak, les restes du palais ont été mis au jour. Constitué d'une enceinte carrée de 70 m de côté environ, le bâtiment était renforcé de tours et doté d'une salle tripartite faisant face à l'entrée principale et donnant sur une salle sous coupole.
Cette disposition rappelle un groupe d'édifices répartis dans les plaines syriennes et jordaniennes, traditionnellement nommés « châteaux du désert », mais que certains chercheurs proposent de désigner plus exactement comme « palais de la steppe ». Élevés dans des steppes ou sur des terres autrefois fertiles, ces « châteaux du désert » présentent des caractéristiques communes : une enceinte carrée édifiée selon un module de 70 m de côté (les plus grands, comme Mshatta et Qasr al-Hayr al-Gharbi, font environ 140 m de côté, les plus petits 35 m, comme Qasr Kharana), des murs de briques présentant un aspect fortifié qui semble purement décoratif (tourelles remplies de déblais ou servant de latrines, meurtrières non-fonctionnelles), une entrée unique et une organisation autour d'une vaste cour centrale. Ces palais, directement inspirés de la tradition arabe préislamique des rois Ghassanides, n'empêchent pas une diversité tant dans les aménagements internes que dans les décors et les élévations. Plusieurs palais tels que Qasr al Hallabat ou Qasr al-Hayr al-Gharbi furent érigés sur d'anciens sites Ghassanides.
À Mshatta, une vaste salle à trois nefs terminée par un triconque rappelle le plan de certaines églises syriennes ; elle est entourée de quatre unités d'habitations (bayt), chacune composée d'une pièce centrale entourée de quatre pièces latérales. à Khirbat al-Mafjar, l'ensemble est composé de trois parties distinctes (palais proprement dit, zone de transition dotée d'une mosquée, bains) devant lesquelles s'étend une vaste cour dotée d'une fontaine en son centre ; l'enceinte palatiale comprend, outre les unités résidentielles, une écurie.
Les recherches récentes ont mis en évidence que les « châteaux du désert » n'étaient pas des constructions isolées, mais faisaient partie de complexes plus importants, comprenant notamment des installations hydrauliques destinées à assurer l'irrigation des terres, l'usage domestique de l'eau et l'alimentation des bains. On y trouve également des résidences aristocratiques secondaires (petite enceinte de Qasr al-Hayr al-Sharqi, autrefois identifiée comme un caravansérail), des maisons, des bâtiments fonctionnels et des installations destinées à la transformation des produits agricoles (pressoirs à huile et à vin, moulins à eau). Certains châteaux du désert comportent une mosquée au sein de leurs murs, comme Mshatta, Khirbat al-Minya ou Qasr al-Hayr al-Sharqi ; dans d'autres cas, le lieu de culte a été édifié non loin de l'enceinte principale, comme à Jabal Says et Khirbat al-Mafjar. Les bains sont une autre installation récurrente : on en trouve à Qasr al-Hayr al-Gharbi, à Khirbat al-Mafjar et bien sûr à Qusayr Amra. Dans ce dernier cas, ils sont situés à proximité du « château » et sont conservés pratiquement dans leur état d'origine. L'enchaînement des pièces traditionnelles du bain romain, frigidarium, tepidarium et caldarium est précédé d'une vaste antichambre à trois nefs, qui servait probablement de salle de réception. Un décor peint à fresque recouvre l'ensemble des murs ; on y découvre notamment la fresque des rois, où six rois de diverses parties du monde semblent rendre hommage au souverain islamique sur son trône, des scènes de chasse et de vie quotidienne, des personnages féminins dénudés et une vaste coupole à décor astrologique. Les bains de Khirbat al-Mafjar, dotés d'un riche décor de stuc et de mosaïque, possèdent également une vaste antichambre et une petite pièce à alcôve considérée comme l'espace de réception du calife.
La fonction des « châteaux du désert » reste difficile à déterminer ; il est d'ailleurs possible que tous n'aient pas eu la même. Certains ont ainsi pu jouer un rôle politique, permettant la rencontre entre dirigeants urbains et grandes tribus bédouines, mais d'autres pouvaient n'avoir que des fonctions économiques, en tant que grands centres agricoles et industriels. Les plus petits pouvaient n'être qu'une escale sur la route des califes. Néanmoins, comme le souligne Denis Genequand, « avant tout, il faut garder à l'esprit que l'élément central de tous les sites est un palais ou une résidence luxueuse. Plusieurs d'entre eux sont même clairement des fondations califales. Ce sont donc des monuments à interpréter comme des résidences secondaires de califes, de princes ou de figures mineures des nouvelles élites qui, sans pour autant avoir eu un mode de vie nomade, ne sont pas restés attachés à une capitale unique et se sont abondamment déplacés au cours de l'année au gré de leurs affinités »

### Décor architectural

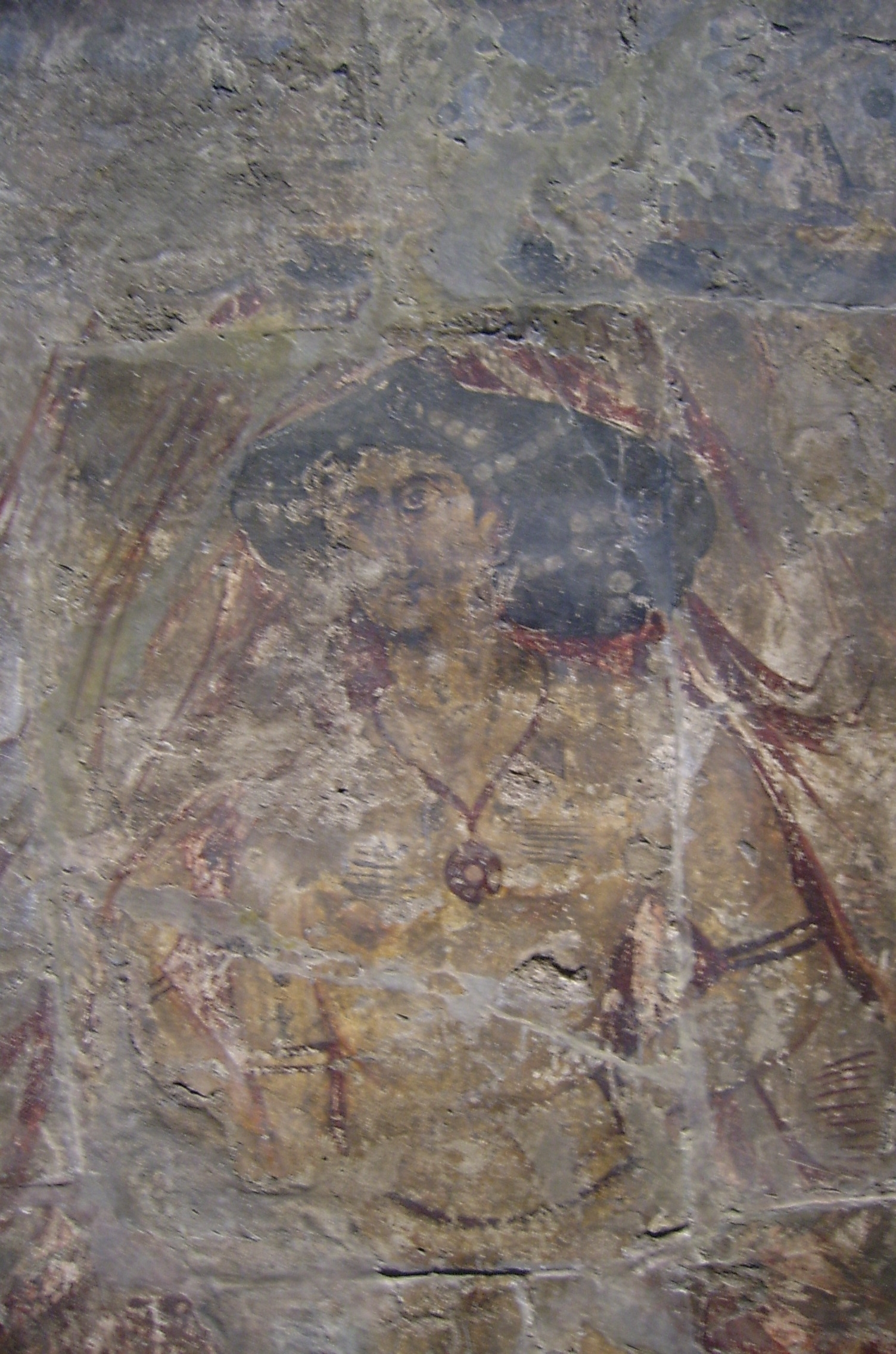
Peinture murale d'une femme, Qusair Amra.

Le décor des architectures, qu'elles soient religieuses (musulmanes comme chrétiennes) ou civiles (palais, bains) est marqué à la fois par la poursuites des traditions antiques et par l'apparition de caractéristiques plus propres à l'art islamique. Les Omeyyades ont par exemple employé à la fois la représentation iconique byzantine et les traditions yéménites des Ghassanides dans la décoration de leur Qasr, tout en développant un style unique. Les techniques utilisées sont nombreuses : le Dôme du Rocher et la Grande Mosquée de Damas partagent ainsi à la fois des décors jouant sur les veinures des marbres et des mosaïques à fond d'or ; dans les palais de la steppe ou les églises, on peut noter la présence de mosaïques de marbres et de pierres, de sculptures en pierre ou en stuc et de fresques. La mosquée al-Aqsa à Jérusalem a également livré un ensemble de boiseries, datables entre 685 et 715. Il est probable que dans certains cas, des ouvriers byzantins aient travaillé à la confection de ces décors : le cas est même avéré à Anjar, où des graffitis ont confirmé la présence de prisonniers de guerre byzantins[réf. nécessaire].
Le répertoire décoratif emprunte encore largement aux représentations antiques : le panneau de la Barada de la Grande Mosquée de Damas installe ainsi le long d'un fleuve des arbres et des architectures - villes ou demeures - dont les colonnes, les chapiteaux, les demi-coquilles n'ont rien à envier aux édifices romains ; au Dôme du Rocher, rinceaux d'acanthe, pampres de signes et palmiers côtoient des couronnes de type byzantin et sassanide, dont la signification n'a pas été totalement éclaircie. Ces deux monuments ne présentent aucune représentation figurée, indiquant que l'aniconisme des espaces religieux s'est mis en place précocement. De la même manière, la partie de la façade correspondant à la mosquée du palais de Mshatta n'est pas ornée des animaux qu'on trouve dans le reste du décor.
Dans les résidences palatiales, la figuration animale et humaine est largement utilisée. Les bains de Qusayr Amra conservent probablement le plus bel ensemble de fresques de l'époque, mêlant iconographie de pouvoir, travaux des mois, nus féminins dans divers contextes, scène de chasse, voûte astronomique... Les palais de Khirbat al-Majfar, Mashatta et Qasr al-Hayr al-Gharbi ont également livré des sculptures de stuc, en bas relief et en ronde bosse, représentant des femmes plantureuses ainsi que des personnages de pouvoir, représentés sur un trône à la manière byzantine ou debout, sur un socle à deux lions, une épée à la main, à la mode iranienne. À Mshatta, une sculpture de lion couché est encore bien conservée et marquée par un certain désir de réalisme (bouclettes de la crinière, incisions soulignant les côtes et la musculature). L'interprétation de ces scènes figurées est parfois discutée, comme dans le cas de la mosaïque pavant le sol du diwân de Khirbat al-Mafjar. Remarquable par son extrême qualité technique, celle-ci représente un grand arbre fruitier, sous lequel se trouvent, à droite, deux gazelles et à gauche, une troisième gazelle attaquée par un lion. Une telle représentation dans un lieu de pouvoir a mené à des spéculations sur son sens : Richard Ettinghausen propose ainsi d'y voir une figuration du dar al-Islam (monde de la paix) et du dar al-harb (monde de la guerre) et partant de la paix garantie par le pouvoir califal, sous le règne d'un souverain, al-Walid II, dont la légitimité était remise en cause, tandis que Doris Behrens Abouseif, s'appuyant la poésie, y voit davantage une métaphore amoureuse.
Outre la naissance d'un aniconisme des décors dans les lieux religieux, une seconde spécificité islamique apparaît à la période omeyyade : l'usage décoratif de la calligraphie. Des inscriptions dans un kufique simple, aux formes géométriques, ornent différents monuments, au premier rang desquels le Dôme du Rocher. L'inscription en mosaïque à l'intérieur du monument, composée essentiellement de passages coraniques, dont certains évoquent le prophète Isa (Jésus), est peu lisible pour le visiteur ; mais elle crée un rythme décoratif et inaugure un mode d'ornementation promis à une longue postérité dans les arts de l'Islam. À Qusayr Amra, les inscriptions, pour n'être pas autant développées, forment d'après Frédéric Imbert un « itinéraire épigraphique » dont la signification profonde n'est pas nécessairement évidente. Ces décors épigraphiques se retrouvent également sur des chapiteaux, à l'instar de celui provenant de la citerne du palais d'al-Muwaqqar (Jordanie) et daté 723.

## Production mobilière

### Céramique
Les incertitudes concernant la provenance et le contexte des objets présents en collections muséales rendent difficile l'étude de la céramique omeyyade à partir des collections constituées. Les évolutions techniques par rapport aux productions byzantines sont limitées, et seule une approche archéologique rigoureuse peut permettre de distinguer les objets des premiers temps de l'Islam. Les fouilles du site de Dharih (Jordanie), par exemple, mettent en évidence la cohérence dans les pâtes et les formes entre la période byzantine et la période omeyyade. Cette continuité se note aussi sur le site de Jerash, bien qu'un type romano-byzantin, les Jerash bowls, semble avoir disparu après la reconstruction d'une partie du site en 658
L'essentiel du matériel céramique retrouvé en fouilles consiste en des objets fonctionnels, à pâte non-glaçurée, parfois ornés d'un décor moulé, gravé, gougé ou peint à l'engobe. Ainsi, sur le site d'al-Hadir, en Syrie du nord, Marie-Odile Rousset identifie quatre types de pâtes (brittle ware, pâte commune beige, pâte commune orangée, pâte commune sableuse), différemment réparties en proportions et servant à façonner des formes variées, plats, bols, lampes, vases à eau (pichets, bouteilles), bassins, casseroles, amphores, et même des godets de noria. Le site, qui comportait une vingtaine de fours de potier, pourrait être à l'origine d'une production locale en pâte orangée peinte à grands traits. Il s'inscrit aussi dans des réseaux commerçants, comme le prouve la découverte de céramiques à glaçure turquoise sans doute importées d'Irak et d'une copie de vaisselle en pierre arabique. Plus généralement, la céramique est un marqueur des réseaux commerciaux qui traversaient les plaines syro-jordaniennes : Agnès Vokaer met ainsi en évidence des différences de diffusions selon les types céramiques, qui reflètent sans doute l'inclusion dans les réseaux de production des centres de production.
La glaçure n'est pas inconnue des potiers omeyyades. Jean Soustiel signale ainsi un groupe de « grandes jarres recouvertes de glaçures alcalino-calcaire teintes en bleu turquoise ou en vert », dont le décor peut être incisé ou en relief (pastillage, décor à la barbotine). Ces productions semblent être les héritières directes de la céramique sassanide. Présents sur le site de Suse à la fois dans les niveaux pré-islamiques et islamiques, les « bols mandéens » témoignent également d'un maintien d'une certaine continuité de part et d'autre de la conquête ; ils se caractérisent par la présence d'inscriptions magiques. La stratigraphie du site de Suse, dont l'occupation est continue depuis une haute Antiquité, ne permet cependant pas de reconnaître avec précision les productions omeyyades. Ainsi, le petit bol MAO S. 376 du musée du Louvre, longtemps considéré comme omeyyade en raison de son décor combinant des rinceaux végétaux antiquisants et une la graphie archaïsante, proche de celle de l'inscription du Dôme du Rocher, a récemment été replacé dans la seconde moitié du VIIIe siècle, par comparaison avec un objet découvert à Raqqa et dont le dédicataire est Suleyman ibn al-Mansûr, un prince abbasside.

### Métaux
Les productions métalliques sont moins bien connues que les céramiques en raison du caractère recyclable et précieux du matériau, qu'il s'agisse d'argenterie ou d'alliages cuivreux. Les artefacts sont donc peu nombreux sur les sites archéologiques. Quelques éléments ont cependant été trouvés sur le site de Mafraq, en Jordanie, parmi lesquels la façade d'un grand brasero carré à scènes licencieuses issues de la mythologie greco-romaine, surmonté de rondes bosses féminines et de grenades. Un brûle-parfum hémisphérique faisait partie du même dépôt. Le site d'Umm al-Walid a également fourni un pichet zoomorphe attribué à la période.
Hormis ces trouvailles, deux pièces muséales particulièrement remarquables doivent être citées. L'une est une aiguière à la panse ovoïde et à l'anse allongée conservée au musée national de Tbilissi. Elle est signée d'un certain Ibn Yazid ou Abu Yazid, mais la lecture de la date qui l'accompagne n'est pas certaine : il pourrait s'agir de l'année 69/688-689, qui serait cohérente avec la mention de la ville de Basra, alors tout juste fondée. La seconde est également une aiguière du musée islamique du Caire, communément associée au nom du calife Marwān II (r. 744-750) car elle a été trouvée dans une cache de l'Oasis du Fayoum, en Égypte, région dans laquelle le dernier calife omeyyade a trouvé la mort en 750. Composée d'une panse globulaire, d'un haut col finement ajouré, d'une embouchure en forme de coq, elle est généralement attribuée à la période omeyyade en raison de caractéristiques stylistiques ; sa forme, notamment, dériverait d'objets byzantins, et son décor d'arcatures gravées pourrait évoquer des textiles sassanides.
Il est également probable qu'une production d'argenterie post-sassanide se soit maintenue en Iran.